# Melisa hancocki
Melisa hancocki là một loài bướm đêm thuộc phân họ Arctiinae, họ Erebidae.